# Murinae
I murini (Murinae Illiger, 1811), o ratti e topi del Vecchio Mondo, sono la sottofamiglia più numerosa della famiglia dei Muridi.

## Descrizione

### Dimensioni
Le dimensioni variano dal minuscolo topo pigmeo subsahariano di soli 7 grammi negli esemplari adulti, al ratto delle cortecce gigante settentrionale che può raggiungere i 2,6 kg.

### Aspetto
Questa sottofamiglia forma il più grande raggruppamento di specie tra tutti i roditori viventi, ed esibisce caratteristiche molto omogenee con variazioni evidenti solo nelle dimensioni e negli adattamenti ai vari tipi di ambiente, come quello terrestre, arboricolo o acquatico. Sebbene alcune forme siano specializzate nell'attività scavatrice, nessuna presenta modifiche morfologiche e fisiologhe alla vita fossoria come gli Spalacidi od alcuni generi della famiglia dei Cricetidi. I principali tratti comuni sono visibili nella forma dei molari, con una disposizione delle cuspidi a serie di tre, l'assenza di una cresta di smalto longitudinale tra le varie file e le cuspidi una opposta all'altra nei molari inferiori. Altre caratteristiche comuni sono presenti nella struttura cranica e comprendono il canale carotideo modificato e il tegmen tympani che non entra in contatto con la squama dell'osso temporale.
Il corpo è quello tipico di un topo o di un ratto, più raramente quello di un'arvicola o di un criceto, la testa è grande e presenta un muso generalmente appuntito, più allungato nelle forme insettivore, ricoperto densamente di vibrisse più o meno lunghe. Gli occhi sono spesso prominenti, le orecchie sono grandi, sebbene nelle forme acquatiche il padiglione auricolare sia poco sviluppato o praticamente assente, sostituito da una valvola all'entrata del meato uditivo. Le zampe anteriori hanno un aspetto comune, non sono mai ingrandite e possiedono cinque dita ben sviluppate munite ciascuna di artiglio, con il pollice spesso ridotto e provvisto di un'unghia. Le zampe posteriori invece variano notevolmente in funzione dello stile di vita come in tutti gli altri roditori e possono essere lunghe e sottili nelle specie terricole e saltatrici, corte, larghe, provviste di grossi cuscinetti plantari e talvolta con l'alluce opponibile nelle forme arboricole, lunghe, larghe, palmate o frangiate e con le piante squamose nelle forme acquatiche. La coda è sempre ben sviluppata, non è mai più corta della metà del corpo, è ricoperta completamente di scaglie dermiche disposte in file di anelli, nella maggior parte dei casi sovrapposte a quelle che seguono, fornite ciascuna di diversi peli che possono essere numerosi e lunghi su tutto l'organo in maniera tale da donarle un aspetto cespuglioso simile a quello degli scoiattoli, oppure limitarsi ad un pennacchio terminale. In alcune forme la parte terminale è liscia e provvista di capacità prensili. Il numero di mammelle presenti nelle femmine varia considerevolmente, da un solo paio inguinale fino a 12 paia visibili nel genere Mastomys, il più alto tra tutti i placentati.

## Tassonomia
La sottofamiglia dei Murini comprende attualmente circa 600 specie, suddivise in 141 generi più diversi altri estinti:
- Tribù Arvicanthini
  - Divisione Aethomys 
    - Aethomys
    - Micaelamys
    - Proaethomys †

  - Divisione Arvicanthis
    - Arvicanthis
    - Desmomys
    - Lemniscomys
    - Mylomys
    - Pelomys
    - Rhabdomys

  - Divisione Dasymys
    - Dasymys

  - Divisione Golunda
    - Golunda

  - Divisione Hybomys
    - Dephomys
    - Hybomys
    - Stochomys

  - Divisione Oenomys
    - Canariomys †
    - Grammomys
    - Lamottemys
    - Malpaisomys †
    - Oenomys
    - Stephanomys †
    - Thallomys
    - Thamnomys
- Tribù Millardini
  - Divisione Cremnomys
    - Cremnomys
    - Madromys
    - Millardia
    - Diomys
- Tribù Apodemurini
  - Divisione Apodemus
    - Apodemus
    - Rhagamys †
    - Tokudaia
- Tribù Malacomyini
  - Divisione Malacomys
    - Malacomys
- Tribù Praomyini
  - Divisione Colomys
    - Colomys
    - Nilopegamys
    - Zelotomys

  - Divisione Stenocephalemys
    - Chingawaemys
    - Congomys
    - Heimyscus
    - Hylomyscus
    - Mastomys
    - Montemys
    - Myomyscus
    - Ochromyscus
    - Praomys
    - Serengetimys
    - Stenocephalemys
- Tribù Murini
  - Divisione Mus
    - Muriculus
    - Mus
- Tribù Hydromyini
  - Divisione Chrotomys
    - Apomys
    - Archboldomys
    - Celaenomys
    - Chrotomys
    - Rhynchomys

  - Divisione Hydromys
    - Crossomys
    - Hydromys
    - Microhydromys
    - Parahydromys
    - Paraleptomys

  - Divisione Pseudomys
    - Conilurus
    - Leggadina
    - Leporillus
    - Mastacomys
    - Mesembriomys
    - Notomys
    - Pseudomys
    - Zyzomys

  - Divisione Pogonomys
    - Abeomelomys
    - Anisomys
    - Brassomys
    - Chiruromys
    - Coccymys
    - Coryphomys †
    - Hyomys
    - Macruromys
    - Mallomys
    - Mammelomys
    - Pogonomelomys
    - Pogonomys
    - Spelaeomys †
    - Xenuromys

  - Divisione Uromys
    - Melomys
    - Paramelomys
    - Protochromys
    - Solomys
    - Uromys

  - Divisione Xeromys
    - Leptomys
    - Pseudohydromys
    - Mirzamys
    - Xeromys

  - Divisione Lorentzimys
    - Lorentzimys
- Tribù Rattini
  - Divisione Crunomys
    - Crunomys

  - Divisione Dacnomys
    - Anonymomys
    - Chiromyscus
    - Dacnomys
    - Leopoldamys
    - Niviventer
    - Saxatilomys
    - Tonkinomys

  - Divisione Maxomys
    - Maxomys

  - Divisione Pithecheir
    - Eropeplus
    - Lenomys
    - Lenothrix
    - Margaretamys
    - Pithecheir
    - Pithecheirops

  - Divisione Micromys
    - Chiropodomys
    - Haeromys
    - Hapalomys
    - Micromys
    - Vandeleuria
    - Vernaya

  - Divisione Rattus
    - Abditomys
    - Baletemys
    - Bandicota
    - Berylmys
    - Bullimus
    - Bunomys
    - Diplothrix
    - Frateromys
    - Halmaheramys
    - Kadarsanomys
    - Komodomys
    - Limnomys
    - Nesokia
    - Nesoromys
    - Palawanomys
    - Papagomys
    - Paruromys
    - Paulamys
    - Rattus
    - Srilankamys
    - Stenomys
    - Sundamys
    - Taeromys
    - Tarsomys
    - Tryphomys

  - Divisione Melasmothrix
    - Echiothrix
    - Gracilimus
    - Hyorhinomys
    - Melasmothrix
    - Paucidentomys
    - Sommeromys
    - Tateomys
    - Waiomys
- Tribù Phloeomyini
  - Divisione Phloeomys
    - Batomys
    - Carpomys
    - Crateromys
    - Musseromys
    - Phloeomys
- Incertae sedis
  - Divisione Hadromys
    - Hadromys

Incertae sedis
- † Castillomys
- † Occitanomys
- † Huerzelerimys
- † Progronomys